# Mamadou Samassa (calciatore 1990)
Mamadou Samassa (Montreuil, 16 febbraio 1990) è un calciatore francese naturalizzato maliano, portiere del Laval.
È omonimo e cugino di Mamadou Samassa.

## Carriera

### Club
Dopo aver giocato in diverse squadre, arriva nelle giovanili del Guingamp nel 2006 e, nel 2009 gli viene fatto firmare il primo contratto da professionista.
Nella stagione 2013-2014 ha vinto la Coppa di Francia, esordendo l'anno seguente in Europa League.

### Nazionale
Mamadou Samassa ha iniziato a giocare nelle nazionali giovanili francesi, scendendo in campo con l'Under-18, l'Under-19 e l'Under-20. Ha poi scelto la nazionale maliana con cui ha esordito nel 2012 e per cui è stato convocato alla Coppa delle nazioni africane 2013 che si sono tenute in Sudafrica.

## Palmarès

### Club

#### Competizioni nazionali
- Coppa di Francia: 1

Guingamp: 2013-2014